# Lac d'Annecy
Lac d'Annecy je jezero ve francouzském departementu Horní Savojsko, asi 40 km jižně od Ženevy. Je pojmenováno podle města Annecy, ležícího na jeho severním pobřeží. Je protáhlé ze severozápadu k jihovýchodu v délce přes 14 kilometrů a má celkovou rozlohu 27,59 km², maximální hloubka činí 82 metrů a nadmořská výška hladiny 447 metrů. Povodí jezera zaujímá plochu 251 km². Přítoky jsou Ire, Eau morte, Laudon, Bornette, Biolon a ponorná říčka Boubioz, z jezera vytéká řeka Thiou. Nedaleko Annecy se na jezeře nachází umělý ostrov Île des Cygnes, vytvořený při terénních úpravách v polovině devatenáctého století.
Jezero vzniklo při tání alpských ledovců před 18 000 lety. Je obklopeno horami, z nichž nejvyšší je La Tournette (2351 m n. m.).
Je považováno za nejčistší jezero v Evropě. Je oblíbeným turistickým cílem, využívá se k jachtingu, vodnímu lyžování i ke koupání, teplota vody dosahuje v létě až 24 °C. Po břehu vedou pěší a cyklistické stezky, jezero je bohaté rybami, jako siven severní, štika obecná, pstruh obecný jezerní, okoun říční, lín obecný, ouklej obecná nebo plotice obecná. Žije zde také množství ptáků: labuť velká, morčák velký, polák chocholačka, racek středomořský a ledňáček říční. Přírodní památkou je skalní útvar Roc de Chère, na jižním konci jezera se nachází chráněné území Réserve naturelle nationale du Bout du Lac d'Annecy.
Každoročně v srpnu se na jezeře koná přehlídka ohňostrojů Fête du Lac. Na zámku v Annecy je přístupná stálá expozice věnovaná jezeru. Zdejší scenérie využil Éric Rohmer při natáčení filmu Klářino koleno (1970).